# それ行け!わんニャン
『それ行け！わんニャン』（原題：The Oddball Couple) は、ディパティエ・フレレング・エンタープライズが制作したアメリカ合衆国のテレビアニメである。日本では1976年11月19日から1977年1月6日まで、日本テレビの『まんがパレード』（関東ローカル、平日8:30 - 8:45）で放送された。

## キャラクター
スピフィ
声：高山栄 
フリーバグ
声：神山卓三

## 日本のエピソード
1. 体力テストはつらいよ/無人島で別れましょう[3]
2. 貴族のマナーをみにつけよう/母は来ました 今日も来た
3. 誕生日パーティはもうごめんだ/おいが来ておいおい
4. 欲ばる奴は損をする/花にやられて、ハナはずかしい〜
5. 飛行機がこわい/紙ヒコーキを追跡せよ
6. 遺産でお金がもらえて〜とってもいゝさ/カエルになったから早く帰えろ〜
7. 刑務所に入れて入れて/騒音大嫌い
8. ゆうれいが出てきてユウレイホ〜/追いかけ〜て 追いかけ〜て
9. スターになりたいのよ/減量せいげんはもういやだ
10. 石油でてちょうだい/昔むかしのお話
11. 赤ちゃん大好き/映画を作るぞ
12. ネコ大嫌い、ネコ大嫌い/シンデレラ王子様
13. スーパードックになっちゃった/すばらしい賞をもらうのだ
14. ウソの伝記はもういや/外人部隊に入っちゃった
15. 修理はフリーバグにまかせて/弱虫なゆうれい
16. びっくり古代ローマへ行っちゃった/タレントを探し出せ